# Korçë
Korçë (en albanés: Korçë o Korça), en griego: Κορυτσά Korytsa, Koritsa; en macedonio: Корча /Korcha) es una ciudad en la zona sudeste de Albania y capital del condado de Korçë. Su población es de 57.758 habitantes (2008), lo que la convierte en la séptima ciudad de Albania. Se encuentra ubicada sobre una meseta a una altitud de 850 m s. n. m., rodeada por las montañas Morava.

## Personas destacadas
- Ermal Kuqo, baloncestista.
- Gjon Mili, fotógrafo.
- Tefik Osmani, futbolista.
- Bleona Qereti, cantante.
- Ergys Kace, futbolista.
- Anxhela Peristeri, cantante.

## Deporte
KS Skenderbeu Korce juega en la Kategoria Superiore y la Copa de Albania, también estuvo en la fase de grupos de la Liga Europa de la UEFA.

## Ciudades hermanadas
- Salónica, Grecia